# Rise to Power
Rise to Power ist ein Kompilationsalbum des US-amerikanischen Rappers Rick Ross. Es erschien am 18. September 2007 über das Label Suave House Records. Das Album enthält unveröffentlichte Lieder aus der Zeit, bevor Ross einen Vertrag bei dem Label Def Jam Recordings unterschrieben hatte. Rise to Power erreichte Platz 62 der Album-Charts.

## Titelliste
1. It's On (feat. Noah und Jiggolo) – 3:37
2. Hold Me Down – 3:56
3. Get That Bread (feat. Cinque und Big Duke) – 3:50
4. Skit – 1:09
5. Street Love (feat. NEXT) – 4:13
6. Strapped (feat. Noah) – 3:32
7. Prove Me Wrong (feat. Devin the Dude) – 3:45
8. Bird Bath (feat. Noah) – 4:15
9. B.L.O.W. (Block Life Is Our Way) (feat. Clipse) – 4:15
10. Realest Niggas (feat. Gillie Da Kid und Reed Dollaz) – 3:51
11. Simple And Plain – 3:48
12. Dear Lord (feat. Scarface) – 3:04
13. Skit – 0:29
14. Been (Bonus-Titel) – 4:20
15. Breathe In, Breathe Out (Bonus-Titel) – 4:32
16. 737 (Bonus-Titel) – 4:49

## Rezeption

### Kritik
Das deutsche Hip-Hop-Magazin Juice bewertete Rise to Power mit dreieinhalb von möglichen sechs „Kronen.“ Das Album wird dabei als „stimmiges und gerade aufgrund des stilistischen Wandels spannendes Dokument eines frühen Abschnittes in der Karriere“ von Rick Ross bezeichnet. Die Lieder, die vor der Zeit bei Def Jam aufgenommen worden waren, unterscheiden sich stark von späteren Stücken. So sei etwa Ross’ Image als Drogendealer auf seinen älteren Songs nicht ausdefiniert. Dazu rappe Rick Ross in einem klassischen Reimstil und zeige, dass er sich auf seinen kommerziellen Veröffentlichungen lyrisch bewusst zurückhalte. Auf Rise to Power eifere der Rapper eher Musikern wie Kool G Rap nach. Negative Kritik erhalten dagegen die Gastbeiträge sowie die Cuts von Jiggolo, die als Bonus-Titel enthalten sind. B.L.O.W. (Block Life Is Our Way) sei der Höhepunkt des Albums.

### Charts
Im Gegensatz zu seinen erfolgreichen Studioalben, erreichte Rise to Power Platz 62 der Billboard-200-Charts.